# Chiesa di Santo Stefano a Gabbiola
La chiesa sconsacrata di Santo Stefano a Gabbiola si trova al di sotto della sommità del poggio di Gabbiola, nella zona collinare intorno a Scandicci.

## Storia
Situata in un territorio poco abitato e suggestivo, la chiesa fu soppressa a causa della scarsa rendita dal monsignor Guido Serguidi, nel 1565, e divenne oratorio annesso alla pieve di San Giovanni in Sugana. È adesso proprietà privata.

## Descrizione
La chiesa, di stile romanico, è ormai sconsacrata e priva del tetto, nonché di parte della facciata. È un edificio a una sola navata con piccola abside semicircolare, costituita da un fianco sinistro, il lato sinistro della facciata (l'unico attualmente in piedi), l'abside e l'interno. Sul lato sinistro si può vedere  uno stemma in pietra, poiché consumato non possiamo sapere a chi appartenesse. 

## Curiosità
La chiesa di Santo Stefano a Gabbiola fu fin dalla sua costruzione suffraganea della Pieve di San Giovanni sotto il patronato dei Giandonati.